# Motore a cilindri contrapposti
Il motore a cilindri contrapposti (detto anche a pistoni contrapposti con flusso monodirezionale) e il motore Boxer a cilindri contrapposti sono dei motori a combustione nei quali i cilindri formano tra loro un angolo di 180°, rispetto al blocco motore.
Alcune fonti attribuiscono erroneamente l'invenzione di questo tipo di motore a Karl Benz, che ne fu probabilmente il primo costruttore nel 1896; in realtà l'invenzione è da attribuire a Jules-Albert De Dion, che depositò il brevetto del "motore a cilindri opposti" il 18 luglio 1895.

## Caratteristiche

Schema del motore Boxer

La differenza, che a volte crea notevoli discussioni, tra i due tipi di motore è data dalla sistemazione delle teste di biella sull'albero motore.
Si parla di:
- Motore a cilindri contrapposti o V di 180° o V piatta quando le bielle sono montate sullo stesso supporto, ne sono un esempio il motore Bourke e i motori Ferrari V12 degli anni '70 come quello utilizzato sulla Ferrari 312 B2 o dalla Ferrari BB.
- Motore boxer quando le teste di biella sono montate separatamente, con un angolo di 180°, su un proprio supporto separati dai volani dell'albero
- Boxer a pistoni opposti, ha avuto rare applicazioni nella produzione, con due alberi a gomito posti alle estremità, la camera di combustione è comune e si trova al centro, privi di testata, i due pistoni lavorano uno contro l'altro, così era il Kontra progettato da Karl Benz e il Breda-Isotta Fraschini FB4R 2 tempi Diesel a 2 cilindri 4 pistoni.

I "motori Boxer" e i "motori a cilindri contrapposti" che a volte vengono intesi come la stessa categoria di motore, sono in realtà molto differenti, nel primo caso si ha una manovella (supporto) per ogni singola biella, nel secondo ogni manovella (supporto) è collegata a due bielle, questo fa sì che il Boxer sia molto equilibrato, mentre nel secondo caso le forze generate dai due pistoni contrapposti siano concordi e non si annullino, ma sommino tra loro, per questo tale schema viene usato solo se il motore è molto frazionato.

## Vantaggi e svantaggi

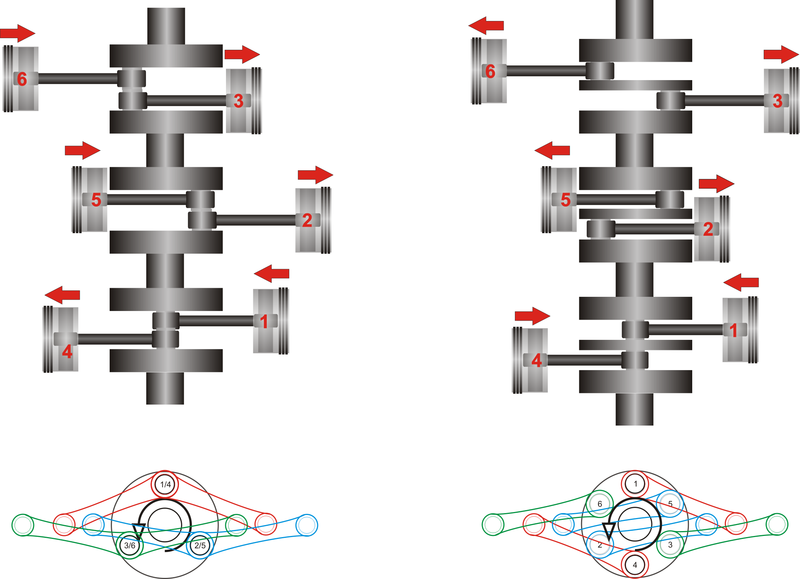
Differenza tra il motore a cilindri contrapposti propriamente detto (sinistra) e il boxer a destra.

Il vantaggio principale dato dal motore boxer è il naturale bilanciamento, in quanto le forze generate dal moto dei pistoni si annullano reciprocamente, mentre nel caso di motore a cilindri contrapposti, avendo i pistoni che si muovono entrambi nella stessa direzione, si hanno delle vibrazioni forti (la biella di ogni pistone è vincolata alla stessa manovella e generalmente si hanno bielle simili a quelle adoperate sui motori radiali).
Quindi i motori Boxer rispetto ai motori a cilindri contrapposti non richiedono l'adozione di contralberi di bilanciamento che annullino le vibrazioni, mentre entrambi (come anche il motore a sogliola), grazie alla configurazione piatta, abbassano il baricentro del blocco motore e, quindi, dell'intero veicolo rispetto al motore in linea ed al motore a V.
I loro difetti comuni, invece, sono il maggiore ingombro (importante soprattutto se montato su motociclette, dato che le testate dei cilindri sporgono ai lati della moto), nonché la maggiore complessità tecnica di realizzazione. In quest'ultimo caso il blocco motore ha due bancate e due testate: questo comporta la duplicazione degli organi della distribuzione (cinghia o catena e alberi a camme con relative pulegge) e dei condotti di aspirazione e scarico.

## Applicazioni

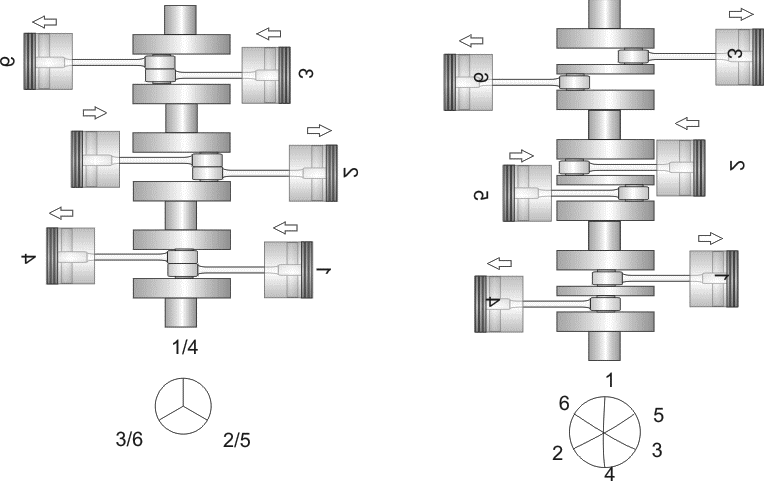
Schema delle differenze tra un 6 cilindri a V di 180° e un 6 cilindri boxer nella disposizione delle manovelle dell'albero a gomiti

In campo automobilistico questa tipologia di motori, in genere di piccola cilindrata, conobbe una grande popolarità dopo la fine della seconda guerra mondiale. La Volkswagen Maggiolino montava un quattro cilindri boxer. La Citroën 2CV montava un motore bicilindrico Boxer. Sebbene il motore fosse progettato tenendo in considerazione principalmente l'affidabilità e il basso costo di produzione, nelle ultime versioni raggiunse la potenza di 30 CV (22 kW) con soli 602 cc (37 in³) di cilindrata.

La casa francese Panhard realizzò dei motori Boxer che furono usati anche nelle competizioni e che riuscirono ad ottenere un ottimo rapporto peso/potenza. La Citroën adottò proprio uno di tali motori boxer, progettati dalla Panhard, che nel frattempo era stata fusa alla Citroën, per equipaggiare il suo modello GS, in produzione dal 1970 al 1986.

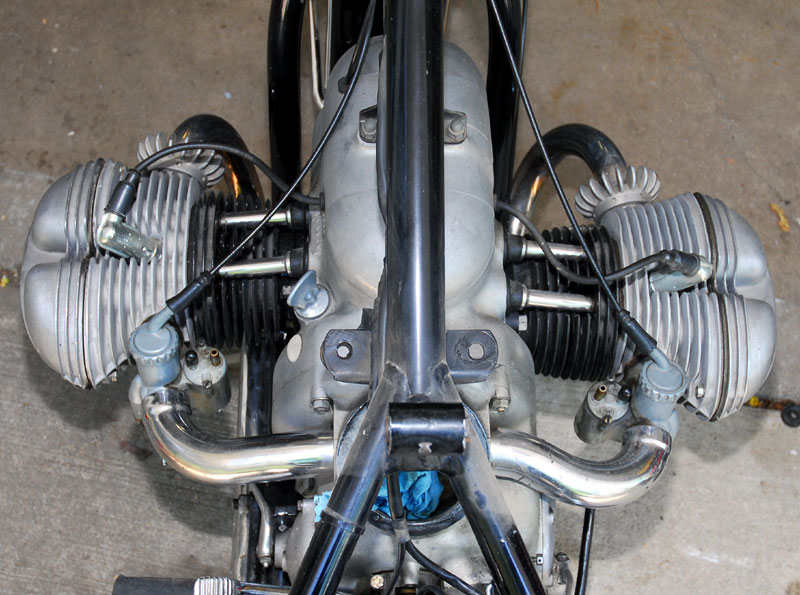
Motore BMW motociclistico boxer del 1954

In campo motociclistico vanno ricordati i motori Boxer della BMW che introdotti prima dello scoppio del secondo conflitto mondiale hanno subito diverse modifiche e sono ancora in produzione e molto apprezzati.

In campo automobilistico, invece, attualmente le uniche case che restano fedeli al motore boxer sono Porsche e Subaru: la prima monta dei motori sei o quattro cilindri boxer su alcuni modelli sportivi quali la 911, la Cayman e la Boxster, mentre la seconda impiega dal 1965 i motori boxer su quasi tutta la propria gamma di autoveicoli, dalla Legacy alla potente Subaru Impreza STI.
L'adozione dei propulsori boxer, in abbinamento con il sistema di trazione integrale permanente Symmetrical AWD, brevettato da Subaru ed a suo uso esclusivo, consente all'azienda giapponese di creare auto dalla simmetria perfetta che offrono una stabilità ed una tenuta di strada eccellenti, dovute anche al fatto che il motore boxer, esattamente come un motore a sogliola, permette di spostare il baricentro della vettura molto più in basso rispetto ad un normale motore in linea o a V.

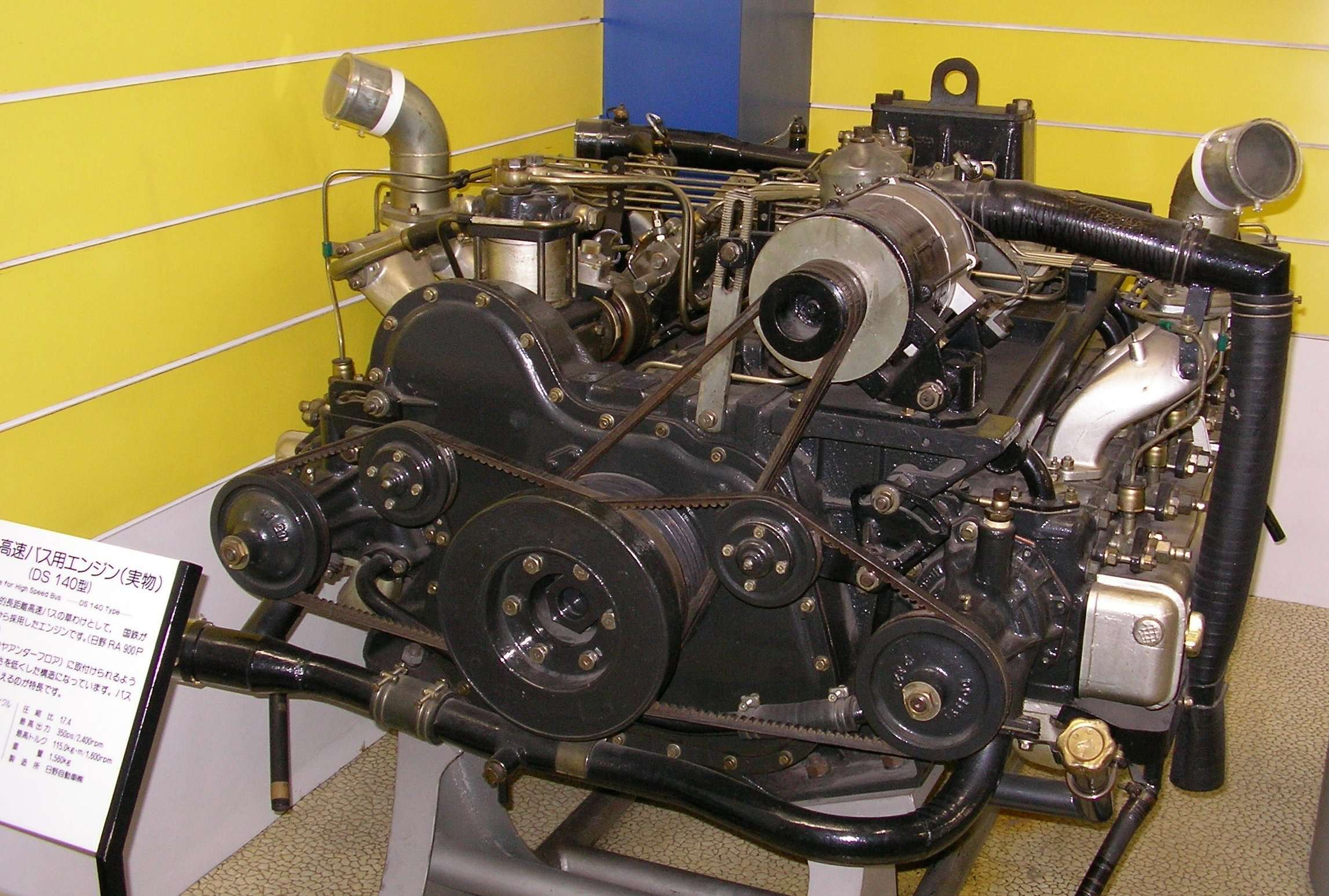
1969 Hino Motors DS140 Motore boxer a 12 cilindri diesel

La prima casa italiana ad utilizzare il motore Boxer in un'automobile di serie fu la Lancia a partire dal 1960 che realizzò dal progetto dell'ingegnere Fessia per l'innovativa Lancia Flavia (che fu anche la prima auto italiana di serie a trazione anteriore ad avere 4 freni a disco) un compatto motore 4 cilindri boxer in alluminio a 2 alberi al basamento, inizialmente di 1.500 cc (90 CV DIN per la Coupé) poi 1.800 cc (primo boxer in assoluto ad utilizzare l'iniezione meccanica) e 2.000 cc che raggiungeva 142 CV SAE nella versione utilizzata sulla Lancia 2.000 HF coupé del 1971 ad iniezione elettronica Bosch (anche questo per la prima volta su un motore boxer). Nel corso degli anni '60 la Lancia utilizzo' il boxer anche nelle competizioni dove le Flavia coupé HF e Sport Zagato preparate vinsero svariati Rally e gare turismo su pista con il motore 1.800cc portato a 150cv che grazie alla particolare disposizione a sbalzo su un telaio ausiliario che ne ribassava ulteriormente il baricentro, dava all'auto una particolare tenuta di strada ed efficacia di trazione in tutte le condizioni rispetto alle concorrenti dell'epoca. L'auto fu il modello di punta della neonata Squadra Corse HF di Cesare Fiorio finché non fu sostituita dalla più agile e vittoriosa Lancia Fulvia Coupé.

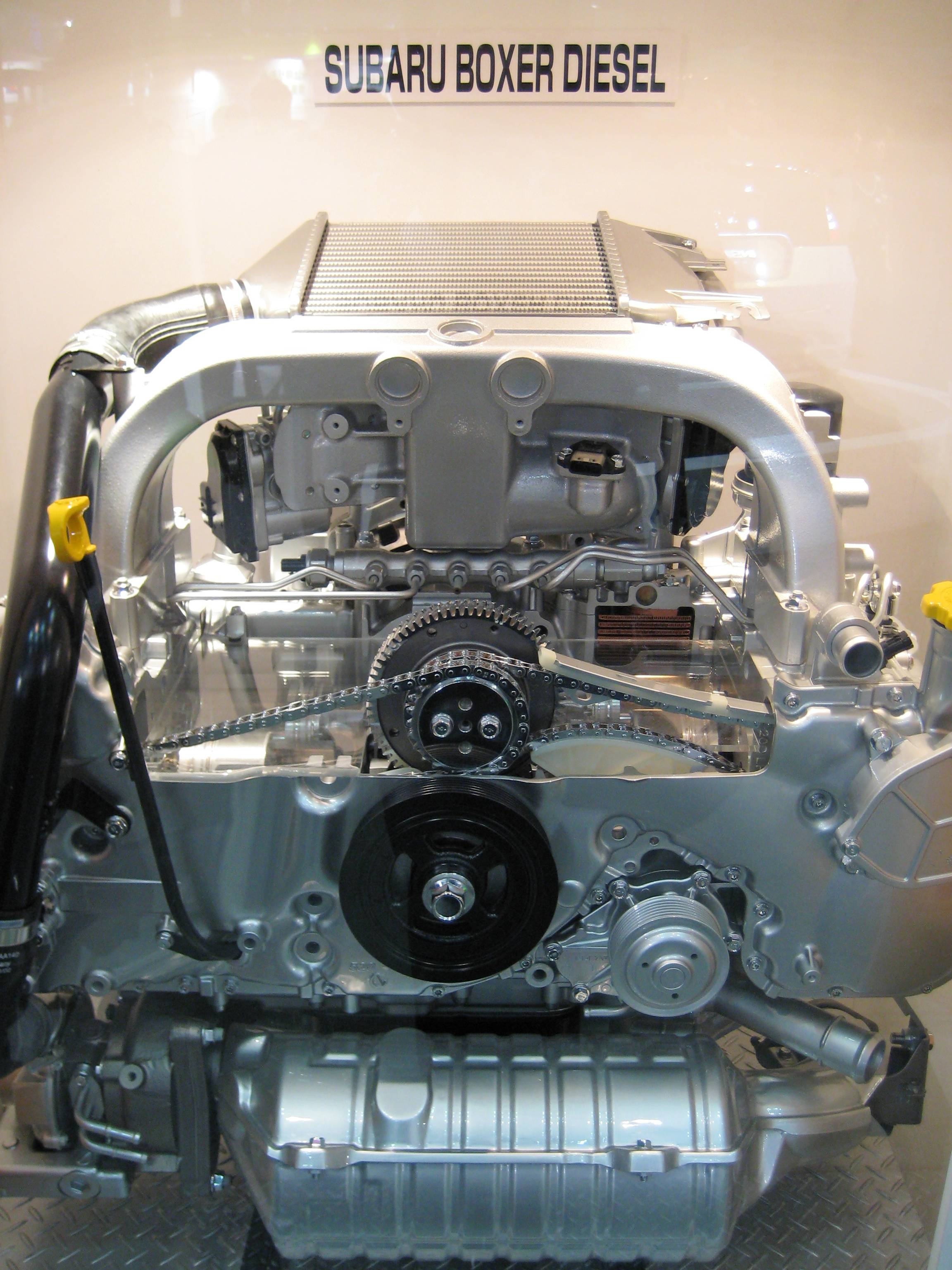
Motore boxer turbodiesel Subaru del 2008

Ancora la Lancia riprogettò completamente nel 1976, questa volta con l'ingegnere Camuffo, un nuovo motore Lancia Boxer 4 cilindri superquadro ad alberi in testa per la sua ammiraglia Lancia Gamma, nelle cilindrate 2.000 e 2.500 cc, questo motore era completamente in alluminio, a valvole inclinate a V che è tuttora con i suoi 160 kg il più leggero 2.500 cc mai realizzato; nel corso degli anni la Lancia provò svariati utilizzi anche in campo sportivo di questo motore tra cui svariati prototipi con teste bialbero a 16 valvole, con utilizzo del turbocompressore e del Volumex (compressore volumetrico), con l'idea di metterlo in produzione per una versione della Lancia Beta Montecarlo per il mercato e una versione da competizione che raggiunse oltre 300 CV per la Montecarlo che partecipava al mondiale marche guidata tra i piloti di spicco da Riccardo Patrese (Titolo Mondiale vinto poi dalla stessa Lancia nel 1979 ma con un'auto dotata di motore 4 cilindri in linea con turbo). Rimase in produzione con il poco fortunato modello Gamma fino al 1984 poi per ragioni di razionalizzazione costi la Fiat (divenuta proprietaria del marchio dal 1969) decise di fermare la lunga storia Lancia nei motori boxer dopo oltre 24 anni per dare spazio al più razionale  bialbero FIAT (4 cilindri in linea, due alberi a camme e controalbero) installato per la prima volta sulla Thema (1984) e poi diventato il più utilizzato dal Gruppo Fiat negli anni '80 e '90 e andato in pensione solo all'inizio del nuovo secolo.
Anche l'Alfa Romeo a partire dal 1971, montò su varie vetture di classe media quali l'Alfasud, la 33 e le 145 /146, un motore boxer a quattro cilindri noto per le sue prestazioni all'apice del segmento e dal tipico sound dei boxer; tali particolarità ne fecero un'icona delle vetture medie della Casa del Biscione. Progettato da Rudolf Hruska, ingegnere austriaco già assistente di Ferdinand Porsche, questo motore si faceva apprezzare, oltre che per le elevate prestazioni, anche per la notevole robustezza nell'utilizzo sportivo.
Negli anni venne prodotto, mantenendo invariata l'architettura di base, in svariate cilindrate, comprese fra 1.186 cc con alimentazione a carburatore, e 1.712 cc con distribuzione a sedici valvole, camera di combustione a tetto ed alimentazione ad iniezione, sua massima evoluzione. La produzione di questa tipologia di motori cessò nel 1997 per motivi di razionalizzazione dei costi e per non essere più facilmente adattabile ai più stringenti limiti di inquinamento e di consumo, nell'ambito del piano di integrazione industriale dell'Alfa Romeo nella realtà industriale Fiat, della quale era entrata a far parte dalla metà degli anni ottanta.
Sempre l'Alfa Romeo nel 1977 conquista la sezione Sport-Prototipi del Mondiale Marche con il prototipo 33 SC 12 (con telaio in lega d'alluminio), spinta dal 12 cilindri boxer di tre litri già montato sulla 33 TT 12, ma con una potenza di oltre 520 CV, per una velocità che oltrepassava i 350 km/h. Nell'ultima gara del campionato 1977, sul circuito di Salisburgo, l'Alfa Romeo portò al debutto un'interessante versione turbo del boxer 12 cilindri, con cilindrata ridotta a 2.134 cc e potenza salita a 640 CV.
Anche la Ferrari ha prodotto dei famosi motori 12 cilindri boxer usati in Formula 1 (e non solo) dal 1970 al 1980, ma in realtà la definizione era errata, in quanto si trattava di motori a cilindri contrapposti. Dal 1973 al 1984 sono stati regolarmente a listino vari modelli identificati con la sigla BB (Berlinetta Boxer), ma anche in questo caso la definizione è errata perché anche questi modelli erano equipaggiati con motori a cilindri contrapposti.
Agli inizi del 2007 è stato presentato al MotorShow di Ginevra il primo motore boxer diesel al mondo ad uso automobilistico, prodotto da Subaru ed adottato nel corso dello stesso anno in alcune vetture del suddetto costruttore (che fino ad allora aveva usato solamente propulsori a benzina sui suoi veicoli), come la già citata Subaru Legacy.
Il motore Boxer viene anche ampiamente utilizzato in campo aeronautico per la motorizzazione di elicotteri e aerei di piccole e medie dimensioni, i motori più diffusi in aviazione generale sono i Lycoming e in campo sportivo e ultraleggero i Rotax.